# Wehixamukes
Wehixamukes (Kupahweese, Cheekiitha, Chekitha;  Little Jack, Crazy-Jack) Ludi Jack je ljudska figura prevaranta kod Delaware i Shawnee Indijanaca, poznat po gluposti i lijenosti. Govorio je netočno kad je govorio Delawarcima, i činilo se kao da nema zdrav razum, ali Wehixamukes je bio moćan i mudar; samo se tako ponašao jer je valjda htio zavarati ljude.